# Ultraman Taro
Ultraman Taro (ウルトラマンT(タロウ) - Urutoraman Tarō) è una serie televisiva giapponese prodotta dalla Tsuburaya Productions, trasmessa dal 1973 al 1974.

## Trama
Kotaro Higurashi era un giovane che voleva diventare un pugile professionista, ma il destino aveva altri piani per lui.
Dopo essere stato fatto precipitare dal mostro vegetale Astromons, i cinque Ultra Fratelli (Ultraman Hayata, Ultraman Zoffy, Ultraseven, Ultraman Jack e Ultraman Ace) portarono il corpo di Kotaro nella Nebulosa M78 a tanti anni nel passato.
Fu la che l'Ultra Madre fuse Kotaro con suo figlio Ultraman Taro che diventerà il sesto Ultra Fratello. Prima di fondersi con Kotaro, Taro spese molti anni ad affinare i suoi poteri e dopo la fusione, Kotaro venne rimandato sulla Terra nel presente come ospite umano di Taro mentre Astromons stava devastando la città e Kotaro si trasformò per la prima volta in Ultraman Taro.
Dopo aver distrutto Astromons, il giovane si unì alla squadra ZAT, formata per combattere un'ennesima invasione di kaiju. Ultraman Taro e ZAT riuscirono a sconfiggere molti mostri e alieni che minacciavano la Terra e anche, ogni tanto, con l'aiuto dei cinque Ultra Fratelli.
Dopo aver sconfitto Samekujira e l'Alieno Valkie, Kotaro mostrò agli altri Ultramen che non voleva essere più l'ospite di Taro in modo da poter mantenere la sua umanità.
Così Kotaro divenne uno dei pochi eroi terrestri ad aver rotto il suo legame con un Ultraman.

## I membri di ZAT
- Capitano Yuuta Asahina
- Kotaro Higashi
- Shuuei Aragaki: sostituisce Yuuta verso la fine della serie.
- Jiro Nishida
- Tadao Nambara
- Tetsuya Kitajima
- Izumi Moriyama

## Trasmissione
La serie venne trasmessa da TBS dal 6 aprile 1973 al 5 aprile 1974, con un totale di 53 episodi.

## Episodi
| Num Episodio | Titolo (Inglese)                                              | Titolo Giapponese (Kanji - Romanji)                                               | Jap Air Date | Kaiju Principali                                                                                    | Sinossi |
| ------------ | ------------------------------------------------------------- | --------------------------------------------------------------------------------- | ------------ | --------------------------------------------------------------------------------------------------- | --- |
| 1            | Ultraman Taro's Mother!                                       | ウルトラマンタロウの母！ (Urutoraman Tarō no Haha!)                               | 06/04/1973   | Astromons                                                                                           | Kotaro si trasforma in Ultraman Taro per combattere Astromons. |
| 2            | The Monster's Great Escape!                                   | 怪獣大脱走！ (Kaijū Dai Dassō!)                                                   | 13/04/1973   | Cosmoliquid, Live King                                                                              | Un mostro cade in una buca e si ritrova nello stomaco di Live King [51]. |
| 3            | Mother of Ultra Now and Forever                               | ウルトラの母はいつまでも (Urutora no Haha wa Itsu made mo)                        | 20/04/1973   | Cosmoliquid, Live King                                                                              | Kotaro riesce a scappare dallo stomaco del mostro, si trasforma in Ultraman Taro e sconfigge i due mostri con l'aiuto di Mother of Ultra [51].                                                                                        |
| 4            | Giant Sea Turtle Monsters Attack Tokyo!                       | 大海亀怪獣 東京を襲う！ (Ōumigame Kaijū Tōkyō o Osō!)                             | 27/04/1973   | King Tortoise, Queen Tortoise                                                                       | Una coppia di tartarughe giganti, Queentortoise e Kingtortoise, appaiono sull'isola di Oron. Un impresario ruba le loro uova e cattura Queentortoise. Le tartarughe arrivano a Tokyo [51, 52].                                        |
| 5            | Parent Star, Child Star, First Star                           | 親星子星一番星 (Oyaboshi Koboshi Ichibanboshi)                                    | 04/05/1973   | King Tortoise, Queen Tortoise, Mini Tortoise                                                        | Ultraman Taro viene sconfitto dalle tartarughe, ma Ultraseven lo aiuta a salvare la coppia di tartarughe [52]. |
| 6            | Jewels Are a Monster's Meal                                   | 宝石は怪獣の餌だ！ (Hōseki wa Kaijū no Esa da!)                                   | 11/05/1973   | Jirenma                                                                                             | Un'enorme lumaca appare a casa Shiratori. Un talismano egizio di Kotaro sembra essere la causa. Il talismano è una pietra che evoca il mostro Jirenma [52, 53].                                                                       |
| 7            | Heaven and Hell, the Island Moves!                            | 天国と地獄 島が動いた！ (Tengoku to Jigoku Shima ga Ugoita!)                      | 18/05/1973   | Tagarl, Ganza                                                                                       | Lo Sky Whale di ZAT indaga sulla scomparsa di navi. L'isola su cui atterrano è il mostro Ganza. Appare anche il mostro Tagarl [53].                                                                                                   |
| 8            | The Spirit of the Man-Eating Marsh                            | 人喰い沼の人魂 (Hitokui Numa no Hitodama)                                         | 25/05/1973   | Tondaile                                                                                            | Appare una luce rossa gigante vicino a una palude. ZAT usa il Subterrene Pellumidar 2, e Kotaro trova il mostro Tondaile [53]. |
| 9            | The Day Tokyo Crumbles                                        | 東京の崩れる日 (Tōkyō no Kuzureru Hi)                                             | 01/06/1973   | Arindo                                                                                              | I grattacieli di Tokyo crollano a causa di formiche mutate. ZAT cerca di fermarle, ma le formiche si trasformano nel mostro Arindow [53, 54].                                                                                         |
| 10           | The Tusk Cross Is the Monster's Grave!                        | 牙の十字架は怪獣の墓場だ！ (Kiba no Jūjika wa Kaijū no Hakaba da!)                | 08/06/1973   | Depparas                                                                                            | Kotaro si sta preparando per un incontro di boxe, ma il mostro Depparas appare a Tokyo e Kotaro non riesce a combattere bene per la fame [54].                                                                                        |
| 11           | The Vampire Flower Is a Girl's Spirit                         | 血を吸う花は少女の精 (Chi o Sū Hana wa Shōjo no Sei)                              | 15/06/1973   | Basara                                                                                              | Dei casi di omicidio avvengono vicino alla Tomba del Bambino Abbandonato. Kotaro incontra Kanae che raccoglie fiori rossi che si trasformano nella pianta vampiro Vasara [54].                                                        |
| 12           | Monster's Solo Journey                                        | 怪獣ひとり旅 (Kaijū Hitori Tabi)                                                  | 22/06/1973   | Volkeller                                                                                           | Hayashida litiga con il presidente dello sviluppo dopo non aver trovato una sorgente termale. Scavando ancora, trova il mostro Vorkeller [55].                                                                                        |
| 13           | The Monster's Cavity Aches!                                   | 怪獣の虫歯が痛い！ (Kaijū no Mushiba ga Itai!)                                    | 29/06/1973   | Sheltar                                                                                             | ZAT lancia un razzo subacqueo che finisce nella bocca di Sheltar. Kotaro cerca di rimuoverlo, ma gli toglie un dente normale per sbaglio [55].                                                                                        |
| 14           | Taro's Head Flew Off!                                         | タロウの首がすっ飛んだ！ (Tarō no Kubi ga Suttonda!)                              | 06/07/1973   | Enmargo                                                                                             | Dei terremoti avvengono in un villaggio dove i fratelli Shiratori si trovano. Il mostro Enmargo appare a causa della costruzione di nuove case che distruggono la montagna [55, 56].                                                  |
| 15           | The Girl of the Will-o'-Wisp                                  | 青い狐火の少女 (Aoi Kitsunebi no Shōjo)                                           | 13/07/1973   | Miegon                                                                                              | Delle luci fatue attaccano le persone. Kotaro incontra Kaoru, una ragazza ritenuta responsabile, ma il vero colpevole è il mostro Miegon [56].                                                                                        |
| 16           | The Monster's Flute Sings                                     | 怪獣の笛がなる (Kaijū no Fue ga Naru)                                             | 20/07/1973   | Okariyan                                                                                            | Il compagno di classe di Kenichi suona l'ocarina del nonno quando appare il mostro Okariyan. L'ocarina era fatta con un dente di Okariyan [56].                                                                                       |
| 17           | Two Giant Monsters Close in on Taro!                          | 2大怪獣タロウに迫る！ (Ni Dai Kaijū Tarō ni Semaru!)                              | 27/07/1973   | Kemjila, Birdon                                                                                     | Kotaro visita un laboratorio dove lavora il padre dell'amico di Kenichi. Il mostro Kemgila appare, e Birdon arriva per cibarsi di esso [56, 57].                                                                                      |
| 18           | Zoffy Died! Taro Died Too!                                    | ゾフィが死んだ！タロウも死んだ！ (Zofi ga Shinda! Tarō mo Shinda!)                | 03/08/1973   | Kemjila, Birdon                                                                                     | Ultraman Taro viene sconfitto da Kemgila e Birdon. Zoffy porta il corpo di Taro sulla Terra della Luce. Zoffy combatte contro Birdon, ma viene sconfitto anche lui [57].                                                              |
| 19           | Mother of Ultra, Miracle of Love!                             | ウルトラの母 愛の奇跡！ (Urutora no Haha Ai no Kiseki!)                           | 10/08/1973   | Birdon                                                                                              | Ultraman Taro viene resuscitato da Mother of Ultra e ritorna per sconfiggere Birdon con una nuova arma, il King Bracelet [57]. |
| 20           | Surprise! A Monster Fell from the Sky                         | びっくり！怪獣が降ってきた (Bikkuri! Kaijū ga Futtekita)                          | 17/08/1973   | Flying Raidron                                                                                      | Kotaro e i fratelli Shiratori visitano una pensione, dove la proprietaria ha perso la memoria dopo la morte del figlio. Il mostro Flying Raidron si schianta sulla Terra durante uno spettacolo pirotecnico [57, 58].                 |
| 21           | The Sinking of Tokyo New Town                                 | 東京ニュータウン沈没 (Tōkyō Nyū Taun Chinbotsu)                                   | 24/08/1973   | King Zemira                                                                                         | Una scossa di terremoto risveglia un bozzolo di una cicala gigante sottoterra. Il mostro Cicada Kingzemira appare. ZAT cerca di mantenerlo in vita ma le sue urla disturbano i residenti [58].                                        |
| 22           | Wrath of the Monster with Cub!                                | 子連れ怪獣の怒り！ (Kozure Kaijū no Ikari!)                                       | 31/08/1973   | Pandora, Chinpe                                                                                     | L'amico di Kotaro, Fujinami, avvista un mostro. Sua moglie cade da una scogliera, ma viene salvata dal mostro Pandra. Fujinami crede che il mostro abbia ucciso sua moglie [58, 59].                                                  |
| 23           | The Gentle Monster Father!                                    | やさしい怪獣お父さん！ (Yasashii Kaijū Otōsan!)                                   | 07/09/1973   | Rodera                                                                                              | I fratelli Shiratori vengono attaccati da un'entità sconosciuta. ZAT arriva sulla scena e scopre il mostro Lordra [59]. |
| 24           | This Is the Land of Ultra!                                    | これがウルトラの国だ！ (Kore ga Urutora no Kuni da!)                              | 14/09/1973   | Space Moths, Mururoa, Rabbidog                                                                      | Un paese europeo esegue un test su un pianeta, che trasforma il mostro Mururoa che attacca gli aerei. Ultraman Taro si reca sulla Stella di Ultra per ottenere la Campana di Ultra [59].                                              |
| 25           | Burn! The 6 Ultra Brothers!                                   | 燃えろ！ウルトラ6兄弟 (Moero! Urutora Roku Kyōdai)                                | 21/09/1973   | Space Moths, Mururoa, Rabbidog                                                                      | I sei Ultra Brothers si radunano alla Torre di Ultra. Portano la Campana di Ultra sulla Terra, che è in uno stato critico a causa del mostro Mururoa [60].                                                                            |
| 26           | I Can Beat a Monster Too!                                     | 僕にも怪獣は退治できる！ (Boku ni mo Kaijū wa Taiji Dekiru!)                      | 28/09/1973   | Mukadender                                                                                          | Durante la festa autunnale, Kenichi si batte contro dei bulli. Senkichi rimprovera suo figlio per non aver aiutato il suo amico [60].                                                                                                 |
| 27           | Here He Is! Alien Mefilas!                                    | 出た！メフィラス星人だ！ (Deta! Mefirasu Seijin da!)                              | 05/10/1973   | Mandarin Grass, Alien Mefilas II                                                                    | Il lanciatore di baseball della squadra di Kenichi viene colpito da una vite in un distributore automatico. Il colpevole è Alien Mefilas, che vuole indebolire i bambini [60, 61].                                                    |
| 28           | Monster Eleking Barks at the Full Moon!                       | 怪獣エレキング 満月に吼える！ (Kaijū Erekingu Mangetsu ni Hoeru!)                 | 12/10/1973   | Re-Eleking                                                                                          | Eleking torna come mostro lunare. Kenichi incontra dei fratelli che cercano le corna di Eleking per fare delle dentiere per il loro nonno [61].                                                                                       |
| 29           | Bemstar Revives! Taro's in a Desperate Pinch!                 | ベムスター復活！タロウ絶体絶命！ (Bemusutā Fukkatsu! Tarō Zettaizetsumei!)        | 19/10/1973   | Reconstructed Giant Yapool, Reconstructed Bemstar                                                   | Yapool torna con un esercito di mostri. La stazione spaziale di ZAT viene attaccata e il capitano Sano muore. I bambini criticano ZAT per essere deboli [61, 62].                                                                     |
| 30           | Revenge of the Monster Army!                                  | 逆襲！怪獣軍団 (Gyakushū! Kaijū Gundan)                                           | 26/10/1973   | Reconstructed Giant Yapool, Reconstructed Bemstar, Reconstructed Sabotendar, Reconstructed Verokron | Ultraman Taro viene sconfitto da Bemstar. ZAT cerca di fargli ingoiare una bomba energetica. Kotaro affronta Bemstar nonostante le ferite [62].                                                                                       |
| 31           | Watch Out! The Lying Poison Mushroom                          | あぶない！嘘つき毒きのこ (Abunai Usotsuki Dokukinoko)                             | 02/11/1973   | Mushra                                                                                              | Un fungo gigante appare, ma viene sconfitto da Ultraman Taro. Un piccolo fungo finisce in bocca a Daisuke, che si trasforma in un uomo fungo e infetta gli altri [62, 63].                                                            |
| 32           | Wintry Wind Monster! Matasaburo of the Wind                   | 木枯し怪獣！風の又三郎 (Kogarashi Kaijū! Kaze no Matasaburō)                      | 09/11/1973   | Guron                                                                                               | Kenichi fa delle osservazioni meteorologiche con i suoi compagni. Un nuovo studente, Don-chan, non si fa spaventare dalla tempesta. Il mostro Guron prende Kenichi e Don-chan in ostaggio [63].                                       |
| 33           | Five Seconds Before the Great Explosion of the Land of Ultra! | ウルトラの国 大爆発5秒前！ (Urutora no Kuni Dai Bakuhatsu Go-byō-mae!)            | 16/11/1973   | Alien Temperor                                                                                      | Alien Temperor vuole distruggere la Terra della Luce, ma scopre che i 5 Ultra Brothers sono già sulla Terra, e li segue. Alien Temperor distrugge la città per attirare gli Ultra Brothers [63, 64].                                  |
| 34           | The Last Day of the 6 Ultra Brothers!                         | ウルトラ6兄弟最後の日！ (Urutora Roku Kyōdai Saigo no Hi!)                        | 23/11/1973   | Alien Temperor                                                                                      | Ultraman Taro sconfigge Alien Temperor, ma l'alieno era solo un sosia. I fratelli decidono di aspettare che Kotaro capisca il suo errore [64].                                                                                        |
| 35           | Fatal Attack! Taro's Strike of Anger!                         | 必殺！タロウ怒りの一撃！ (Hissatsu! Tarō Ikari no Ichigeki!)                      | 30/11/1973   | Alien Katan                                                                                         | Kotaro insegue un'auto guidata da uno strano alieno. Machiko viene trovata svenuta vicino al luogo dell'incidente. Kotaro viene preso di mira da un'entità sconosciuta [64, 65].                                                      |
| 36           | You Swine! The Bride Cried                                    | ひきょうもの！花嫁は泣いた (Hikyōmono! Hanayome wa Naita)                         | 07/12/1973   | Grost                                                                                               | L'amica di Saori vende patate dolci arrosto per comprare un condominio. Suo fratello vede degli alieni nel cantiere. Il mostro Grost sta facendo il lavaggio del cervello alle persone [65].                                          |
| 37           | Monster, Return to Your Homeland!                             | 怪獣よ 故郷へ帰れ！ (Kaijū yo Furusato e Kaere!)                                  | 14/12/1973   | Hertz, Alien Medusa                                                                                 | Una ragazza di nome Megumi afferma che il mostro Hertz ha ucciso suo nonno e chiede a ZAT di sconfiggerlo. Megumi in realtà è Alien Medusa e vuole uccidere Hertz per prendere la sua costellazione [65, 66].                         |
| 38           | The Ultra Christmas Tree                                      | ウルトラのクリスマスツリー (Urutora no Kurisumasu Tsurī)                          | 21/12/1973   | Alien Miracle, Alien Terrorist                                                                      | Kotaro incontra Hitomi, una ragazza che era stata salvata da Alien Miracle. Alien Terrorist, che ha ucciso Alien Miracle, appare sulla Terra [66].                                                                                    |
| 39           | The Ultraman Father-and-Son's Grand Mochi Making Plan!        | ウルトラ父子餅つき大作戦！ (Urutora Oyako Mochitsuki Dai Dakusen!)                | 28/12/1973   | Mochiron                                                                                            | Mentre Kotaro e gli altri preparano il mochi, il mostro Mochiron appare e li mangia tutti. Yuko Minami, che una volta era Ultraman Ace, appare per dare consigli a Kotaro [66, 67].                                                   |
| 40           | Surpass the Ultra Brothers!                                   | ウルトラ兄弟を超えてゆけ！ (Urutora Kyōdai o Koeteyuke!)                          | 04/01/1974   | Tyrant                                                                                              | Kotaro si gode le vacanze. Gli Ultra Brothers combattono contro il mostro Tyrant. Tyrant sconfigge i fratelli e si dirige sulla Terra [67].                                                                                           |
| 41           | The Mother's Wish, a Midwinter's Sakura Blizzard!             | 母の願い 真冬の桜吹雪！ (Haha no Negai Mafuyu no Sakura Fubuki!)                  | 11/01/1974   | Gongoros                                                                                            | Un'ombra appare sulla Terra da Messier 81. Un disegno di un mostro che assorbe la luce solare prende vita come Gongoros [67, 68]. |
| 42           | The Phantom Mother Is a Monster Tamer!                        | 幻の母は怪獣使い！ (Maboroshi no Haha wa Kaijū Tsukai!)                           | 18/01/1974   | Android Seiko, Elegia                                                                               | Kotaro va a comprare cibo per il pappagallo di Moriyama, e incontra Shimada, un suo vecchio compagno di scuola. Il padre di Shimada ha creato un androide identico alla sua defunta moglie Seiko, che inizia a muoversi da solo [68]. |
| 43           | Pickle the Monster in Salt!                                   | 怪獣を塩漬にしろ！ (Kaijū o Shiozuke ni Shiro!)                                   | 25/01/1974   | Motokureron                                                                                         | ZAT abbatte una nave aliena. Un uovo alieno cade a terra. Il figlio del fruttivendolo, Takeshi, prende l'uovo e lo chiama "Mottkreron", e inizia a nutrirlo con verdure [68, 69].                                                     |
| 44           | Oh! Taro's Going to Be Eaten!                                 | あっ！タロウが食べられる！ (A! Tarō ga Taberareru!)                               | 01/02/1974   | Alien Kisaragi                                                                                      | Alien Kisaragi è arrabbiata perché Kotaro si è schierato dalla parte dei terrestri durante il Setsubun. Cattura Kotaro e Ichiro e li rimpicciolisce dentro un fagiolo [69].                                                           |
| 45           | From a Japanese Nursery Song: She Wore Red Shoes...           | 日本の童謡から 赤い靴はいてた… (Nihon no Dōyō kara Akai Kutsu Haiteta...)         | 08/02/1974   | Alien Dorzu, Memole                                                                                 | L'amica d'infanzia di Kitajima, Mari, torna. Kitajima è felice di rivederla, ma Mari in realtà è stata trasformata in cyborg da Alien Dorzu [69, 70].                                                                                 |
| 46           | From a Japanese Nursery Song: The White Rabbit Is a Bad Guy!  | 日本の童謡から 白い兎は悪い奴！ (Nihon no Dōyō kara Shiroi Usagi wa Warui Yatsu!) | 15/02/1974   | Alien Piccola                                                                                       | Il principe del pianeta Piccola si schianta sulla Terra. Dopo aver visto un uomo avvelenare un coniglio, Piccolo si arrabbia e inizia a fare danni [70].                                                                              |
| 47           | From a Japanese Nursery Song: Monster General                 | 日本の童謡から 怪獣大将 (Nihon no Dōyō kara Kaijū Taishō)                         | 22/02/1974   | Gorgosaurus II, Gelan                                                                               | Ultraman Taro attacca Gorgosaurus II. Nonostante la ferita al braccio, vince. Il mostro Gelan nasce da un uovo trovato nella scuola di Kenichi e cresce a dismisura [70, 71].                                                         |
| 48           | From a Japanese Nursery Song: Monster Doll Festival           | 日本の童謡から 怪獣ひなまつり (Nihon no Dōyō kara Kaijū Hinamatsuri)              | 01/03/1974   | Veron                                                                                               | Taro è stanco di dover ballare per il Festival delle Bambole. Incontra degli alieni che vogliono catturare il mostro Veron con la danza e il vino [71].                                                                               |
| 49           | Sing! Monster Big Match                                       | 歌え！怪獣ビッグマッチ (Utae! Kaijū Biggu Matchi)                                 | 08/03/1974   | Orphy, Alien Khan                                                                                   | Il mostro Orphy è un idolo per i paesani grazie alla sua capacità di prevedere il raccolto cantando. Viene creato un comitato per catturare Orphy, ma il capo è un alieno che vuole scatenare il mostro [71, 72].                     |
| 50           | The Monster Sign Is V                                         | 怪獣サインはV (Kaijū Sain wa Bui)                                                 | 15/03/1974   | Garaking                                                                                            | Garaking appare all'aeroporto e gioca con dei serbatoi di gas come fossero dei giocattoli. Il mostro si dirige verso una casa di riposo. Yuki cerca di proteggerla con una schiacciata di pallavolo [72].                             |
| 51           | Father of Ultra and the Bride Have Come!                      | ウルトラの父と花嫁が来た！ (Urutora no Chichi to Hanayome ga Kita!)               | 22/03/1974   | Rindon                                                                                              | Il mostro Rindon appare, ma viene sconfitto da ZAT e Ultraman Taro. La madre di Nambara e la sua amica d'infanzia Tamako vengono a trovarlo. Rindon viene resuscitato e Tamako viene ferita gravemente [72, 73].                      |
| 52           | Steal the Ultra Life!                                         | ウルトラの命を盗め！ (Urutora no Inochi o Nusume!)                                | 29/03/1974   | Dorobon                                                                                             | Dorobon atterra sulla Terra. Nitani viene preso in ostaggio. L'obiettivo di Dorobon è rubare il Color Timer, la fonte della vita degli Ultraman [73].                                                                                 |
| 53           | Farewell, Taro and Mother of Ultra!                           | さらばタロウよ！ウルトラの母よ！ (Saraba Tarō yo! Urutora no Haha yo!)            | 05/04/1974   | Alien Valky, Samekujira                                                                             | La nave del capitano Shiratori viene attaccata da Samekujira. Kotaro sconfigge il mostro, ma si sente confuso. Restituisce il distintivo a Mother of Ultra e sfida Alien Valky [73, 74].                                              |